# Testechiniscus spinuloides
Testechiniscus spinuloides är en djurart som tillhör fylumet trögkrypare, och som först beskrevs av Murray 1907.  Testechiniscus spinuloides ingår i släktet Testechiniscus och familjen Echiniscidae. Inga underarter finns listade i Catalogue of Life.